# Chauffour-sur-Vell
Chauffour-sur-Vell è un comune francese di 398 abitanti situato nel dipartimento della Corrèze nella regione della Nuova Aquitania.

## Società

### Evoluzione demografica
Abitanti censiti